# Vittorio Emanuele Marzotto
Vittorio Emanuele Marzotto (Valdagno, 13 giugno 1922 – 5 febbraio 1999) è stato un imprenditore e politico italiano.

## Biografia
Laureato in Giurisprudenza ed industriale di professione, fu parlamentare nella II, III e IV e V legislatura nel gruppo Liberale. Era figlio di Gaetano Marzotto. La loro famiglia, oltre a essere nota in campo industriale, era pienamente attiva anche in politica durante il periodo monarchico. Sia il nonno (Vittorio Emanuele Marzotto Sr) che il bisnonno (Gaetano Marzotto Sr) furono entrambi deputati. Per regio decreto, nel 1939, il padre ottenne il titolo di conte di Castelvecchio, titolo che trasmise proprio a Vittorio in quanto primogenito, mentre agli altri figli spettò solo il titolo onorifico di conte. 
Fu cognato di Marta Marzotto e zio di Matteo Marzotto.

## Incarichi
II Legislatura della Repubblica italiana
- X Commissione industria e commercio, membro dal 1 luglio 1953 al 30 giugno 1955.
- Commissione speciale per la ratifica dei decreti legislativi emanati dal governo durante il periodo della costituente, Vicepresidente dall'11 dicembre 1953 all'11 giugno 1958.
- Membro dall'11 dicembre 1953 all'11 giugno 1958, V Commissione difesa.
- Membro dall'11 febbraio 1954 al 30 giugno 1955, Commissione speciale per l'esame della proposta di legge Gatto e altri n. 910: "Provvedimenti per la salvaguardia del carattere lagunare e monumentale di Venezia attraverso opere di risanamento civico e di interesse turistico", membro dal 15 luglio 1954 all'11 giugno 1958.
- Commissione speciale per l'esame della proposta di legge Angelini Armando n. 427: "Dichiarazione di pubblica utilità e norme per l'espropriazione degli stabilimenti industriali inattivi", Vicepresidente dal 28 luglio 1954 all'11 giugno 1958, membro dal 28 luglio 1954 all'11 giugno 1958 e membro dal 22 febbraio 1955 all'11 giugno 1958.
- IV Commissione finanze e tesoro, Membro dal 1 luglio 1955 all'11 giugno 1958
- Commissione speciale per l'esame della proposta di legge Ermini n. 2719: "Provvedimenti per la salvaguardia del carattere storico, monumentale e artistico delle città e del territorio di Assisi, nonché per conseguenti opere di interesse igienico e turistico". Membro dal 26 marzo 1957 all'11 giugno 1958.

III Legislatura della Repubblica italiana
- VI Commissione finanze e tesoro, Membro dal 12 giugno 1958 al 15 maggio 1963.

IV Legislatura della Repubblica italiana
- VI Commissione finanze e tesoro, Membro dal 1 luglio 1963 al 4 giugno 1968.
- Commissione parlamentare per il parere al governo sulle norme delegate nelle materie previste dai trattati della comunità economica europea (CEE) e della comunità europea dell'energia atomica (CEEA).
- Membro dal 27 settembre 1965 al 4 giugno 1968, "Commissione speciale per l'esame dei decreti legge relativi agli interventi ed alle provvidenze per le popolazioni e i territori colpiti dalle alluvioni o mareggiate dell'autunno 1966", Membro dal 7 dicembre 1966 al 4 giugno 1968.

V Legislatura della Repubblica italiana
- VI Commissione finanze e tesoro, Membro dal 10 luglio 1968 al 24 maggio 1972.

## Sport
Vittorio Marzotto fu, tra il 1950 e il 1954, presidente della squadra di calcio Marzotto, con sede a Valdagno e militante in Serie B. L'imprenditore fu anche pilota automobilistico dilettante, vincendo il Giro di Sicilia nel 1951 ed il Gran Premio di Monaco nel 1952 – anno in cui non era inserito nel calendario del Campionato mondiale di Formula 1 – alla guida di una Ferrari 225 S della scuderia di famiglia.